# Borek (powiat krapkowicki)
Borek (niem. Waldwinkel) – wieś w Polsce położona w województwie opolskim, w powiecie krapkowickim, w gminie Krapkowice. Historycznie leży na Górnym Śląsku, na ziemi prudnickiej.

## Nazwa
W swojej historii Borek zwany był też jako Boreck (1784 r.) i Waldwinkel. 1 czerwca 1948 r. nadano miejscowości, wówczas administracyjnie związanej ze Ściborowicami i należącej do powiatu prudnickiego, polską nazwę Borek.

## Historia

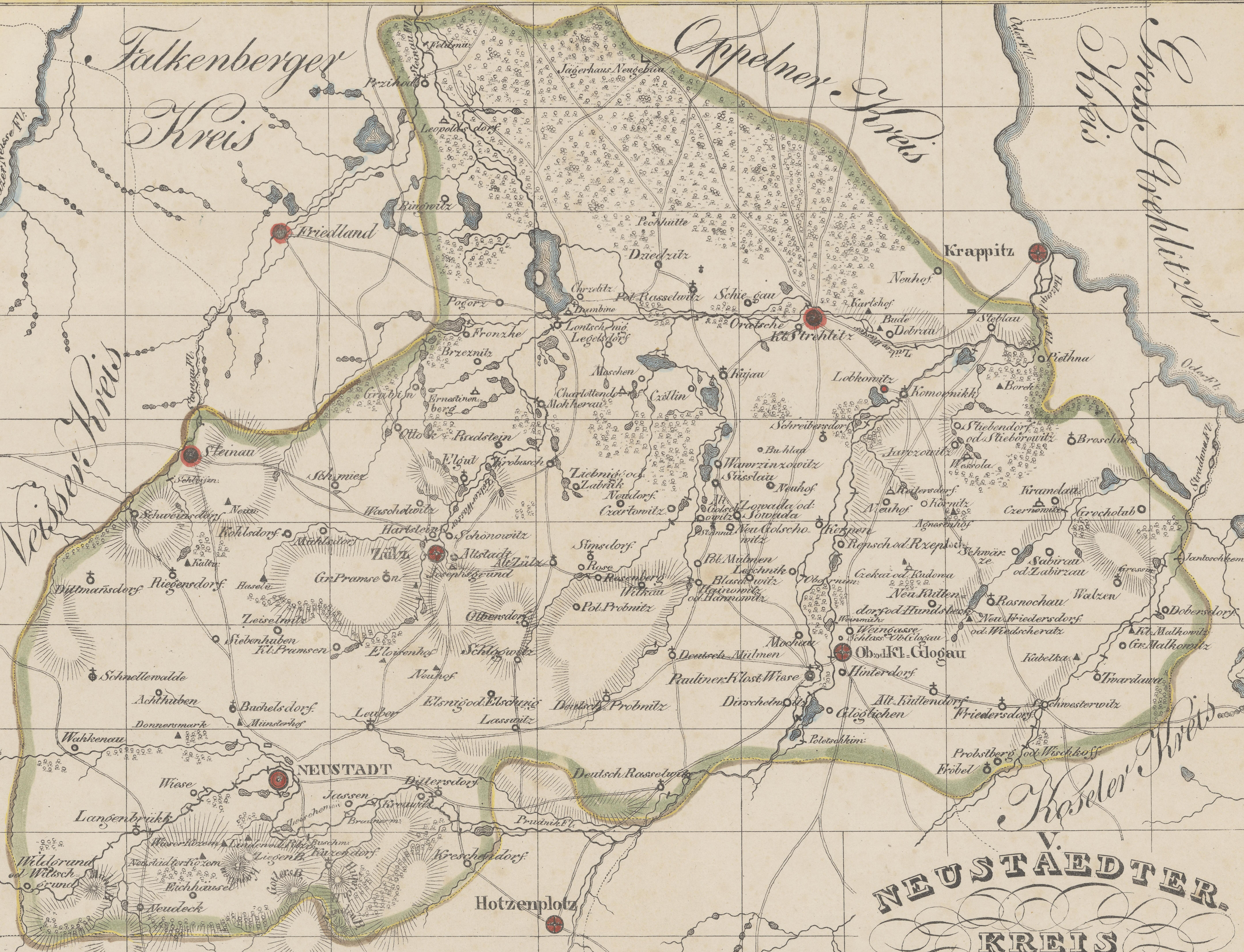
Borek wśród miejscowości ziemi prudnickiej na mapie z XIX wieku

Najwcześniejsza wzmianka o miejscowości pochodzi z 1720 r., a pierwszym, powstałym w niej budynkiem, miała być leśniczówka. W 1730 r. istniał już folwark, który w 1784 r. należał do von Oppersdorffów. Za ich czasów miejscowość przeżywała okres rozbudowy. Do 1742 wieś należała do powiatu sądowego głogóweckiego w Monarchii Habsburgów. Po I wojnie śląskiej znalazła się w granicach Królestwa Prus i weszła w skład powiatu prudnickiego w prowincji Śląsk.
W okresie germanizacji, w 1824 w Borku działała nielegalna szkoła prywatna, w której prowadzono naukę wyłącznie w języku polskim (podobna szkoła istniała wcześniej w Prudniku).
W 1921 w zasięgu plebiscytu na Górnym Śląsku znalazła się tylko część powiatu prudnickiego. Borek znalazł się po stronie wschodniej, w obszarze objętym plebiscytem.
W spisie gromad i miejscowości w powiecie prudnickim na dzień 1 stycznia 1953 wymieniono Borek jako przysiółek Ściborowic. W 1966 w przysiółku mieszkały 154 osoby.

## Demografia
- 2018 – 104
- 2019 – 106[13].

## Zabytki
Zgodnie z gminną ewidencją zabytków w Borku chronione są:
- kapliczka-dzwonnica, ul. Wiejska 14
- dom, ul. Wiejska 10

## Religia
Katolicy przynależą do parafii rzymskokatolickiej w Komornikach.

## Bezpieczeństwo
Do 1998 bezpieczeństwo pożarowe w Borku było nadzorowane przez Komendę Rejonową PSP w Prudniku.
Miejscowość jest pod opieką dzielnicowego rejonu służbowego nr 6 Komendy Powiatowej Policji w Krapkowicach.
Teren wsi, jak i całej gminy Krapkowice, położony jest w strefie nadgranicznej w związku z czym Straż Graniczna dysponuje, na tym obszarze, specjalnymi kompetencjami w zakresie bezpieczeństwa. Gminę Krapkowice obejmuje zasięgiem służbowym placówka Straży Granicznej w Opolu ze Śląskiego Oddziału SG.

## Osoby związane z miejscowością
Piotr Miczka (ur. 22 lutego 1942 r. w Borku, zm. 3 marca 2020 r. w Brożcu) – wieloletni samorządowiec, wójt gminy Walce w latach 1994–2006.